# فرودگاه بتل
فرودگاه بتل (به انگلیسی: Bethel Airport) یک فرودگاه همگانی بهره‌برداری هوایی با کد یاتا BET است که یک باند فرود آسفالت دارد و طول باند آن ۱۹۵۱ متر است. این فرودگاه در شهر بتل، آلاسکا کشور ایالات متحده آمریکا قرار دارد و در ارتفاع ۳۸ متری از سطح دریا واقع شده‌است.